# المركز الجامعي (إليزي)
المركز الجامعي إليزي، هي جامعة بولاية إليزي الجزائرية.